# Pizza quatre estacions

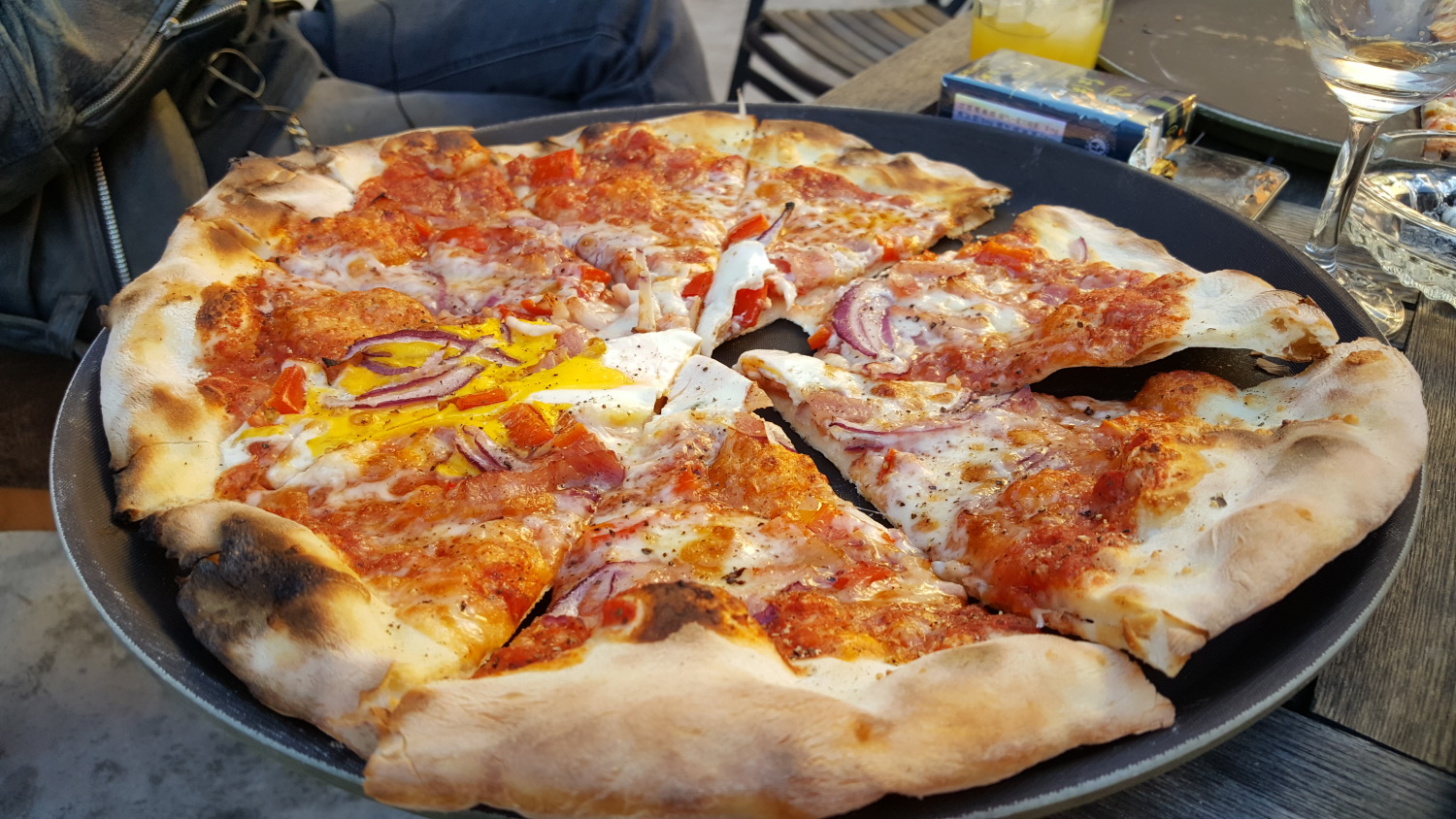
Una pizza quatre estacions vegetariana en Kunming, Yunnan, la Xina.

La pizza quatre estacions (italià: pizza quattro stagioni) és una varietat italiana de pizza que es prepara en quatre seccions amb diversos ingredients, i cada secció representa una estació de l'any. Les carxofes representen la primavera, els tomàquets o l'alfàbrega representen l'estiu, els bolets representen la tardor i el pernil o les olives representen l'hivern. És una pizza molt popular a Itàlia, i ha estat descrita com una pizza italiana «clàssica».

## Preparació
En general, es prepara amb salsa de tomàquet i formatge. La pizza quattro stagioni generalment es prepara amb carxofes, tomàquets o alfàbrega, xampinyons, pernil i/o olives, cada conjunt d'ingredients separats en cadascun dels quatre quarts de la pizza.
Alguns d'aquests condiments es poden assecar prèviament en un forn per a reduir la seva humitat, la qual cosa evita que la pizza es xopi en acabar-se. Es pot acabar d'assaonar ruixant oli d'oliva sobre la pizza. La pizza quatre estacions es pot tallar en rodanxes o per les seves quatre seccions. Una versió vegetariana pot ser substituint el pernil per albergínia.